# The Jimi Hendrix Experience
The Jimi Hendrix Experience var et psykedelisk rock band, dannet i London i oktober 1966. Bandet bestod af sangeren og guitaristen Jimi Hendrix, bassisten Noel Redding og trommeslageren Mitch Mitchell og indspillede tre studiealbum indtil 1969. Efter indspilningen af det tredje af disse albums udvidede Hendrix bandet med en gruppe af gæstemusikere, som han kaldte "friends and passengers". Manager Chas Chandler stolede ikke meget på Hendrix' evner til at styre indspilningen, og han trak sig, formentlig ud fra et forretningsmæssigt synspunkt, tilbage fra projektet. Dette gav plads for eksperimenter med at tilføje forskellige instrumenter , bl.a. orgel (Stevie Winwood og Mike Finnegan), piano (Al Kooper) og blæseinstrumenter (Freddie Smith). Hendrix selv opfattede disse musikeres medvirken som en form for anerkendelse, som han påskønnede, idet han – besynderligt nok – tvivlede på sine egne evner.
Noel Redding var ikke tilfreds med denne udvidelse af Experience, ligesom han fandt, at indspilningerne var for lange. Dette blev begyndelsen på den konflikt, som førte til Experiences opløsning, officielt i juni 1969.
Herefter forlod Redding bandet, mens Hendrix og Mitchell fortsatte med andre projekter. The Experience 'gendannedes' i 1970 med Billy Cox som bassist, og turnerede indtil Hendrix' død i september 1970. Redding døde i 2003, og også Mitchell er afgået ved døden i november 2008.
Alle Experience's studiealbums med den oprindelige besætning Are You Experienced (1967), Axis: Bold as Love (1967) og Electric Ladyland (1968), er placeret på Rolling Stone's liste over de 500 bedste albums gennem tiderne som henholdsvis nr. 15, 82 og 54. I 1992 blev The Jimi Hendrix Experience optaget i Rock and Roll Hall of Fame.